# Národní přírodovědné muzeum
Národní přírodovědné muzeum (anglicky: National Museum of Natural History) je muzeum v americkém hlavním městě Washington. Je spravované Smithsonovým institutem. Nachází se v parku National Mall. Budova v neoklasicistním stylu byla první stavbou postavenou na severní straně slavného parku. V muzeu se neplatí vstupné a je otevřeno 364 dní v roce. Se 4,4 milionu návštěvníků v roce 2023 bylo třetím nejnavštěvovanějším muzeem ve Spojených státech. Otevřeno bylo roku 1910. Hlavní budova má celkovou plochu 140 tisíc metrů čtverečních, 30 tisíc z nich jsou výstavní prostory. Pracuje v ní tisíc zaměstnanců a 185 profesionálních badatelů. Výzkum v muzeu je rozdělen do sedmi oddělení: antropologie, botanika, entomologie, zoologie bezobratlých, minerální vědy, paleobiologie, zoologie obratlovců. Sbírka muzea obsahuje více než 148 milionů exemplářů rostlin, zvířat, zkamenělin, minerálů, hornin, meteoritů, lidských pozůstatků a kulturních artefaktů, což z ní činí největší přírodovědnou sbírku na světě. Součástí je mj. sbírka 30 milionů druhů hmyzu nebo 15 000 drahokamů. V muzeu je koncentrováno 90 % sbírek Smithsonova institutu. Má k dispozici depozitář (Museum Support Center) v Suitlandu ve státě Maryland. K muzeu patří též mořské vědecké centrum ve Ft. Pierce na Floridě a terénní stanice v Belize, na Aljašce a v Keni. Největším vnitřním prostorem hlavní budovy je Bairdova posluchárna. Hostila například tzv. Velkou debatu astronomů v roce 1925. Řešila se v ní především velikost vesmíru.